# Englefontaine
Englefontaine és un municipi francès, situat a la regió dels Alts de França, al departament del Nord. L'any 2006 tenia 1.343 habitants. Es troba entre Landrecies i Louvignies-Quesnoy.

## Demografia
| 1962                                       | 1968  | 1975  | 1982  | 1990  | 1999  |
| ------------------------------------------ | ----- | ----- | ----- | ----- | ----- |
| 1.189                                      | 1.323 | 1.337 | 1.349 | 1.354 | 1.327 |
| Des de 1962: població sense dobles comptes |       |       |       |       |       |

## Administració
| Període | Identitat      | Partit |
| ------- | -------------- | ------ |
| 2008-   | Michel Manesse | PS     |